# Maesobotrya fallax
Maesobotrya fallax är en emblikaväxtart som beskrevs av Ferdinand Albin Pax och Käthe Hoffmann. Maesobotrya fallax ingår i släktet Maesobotrya och familjen emblikaväxter.
Artens utbredningsområde är Kamerun. Inga underarter finns listade i Catalogue of Life.